# Крутые ребята не танцуют (фильм)
«Крутые ребята не танцуют» (англ. Tough Guys Don't Dance) — кинофильм. Снят Норманом Мейлером по собственному роману.

## Сюжет
Писателя-неудачника Тима Мэддена оставила богатая жена. Волей случая он оказывается подозреваемым в убийстве нескольких человек.

## Награды
Золотая малина, 1988 год:
Победитель :
- Худший режиссёр (Норман Мейлер).

Номинации:
- Худший фильм
- Худшая мужская роль (Райан О`Нил)
- Худшая женская роль (Дебра Сэндлунд)
- Худший сценарий
- Худшая новая звезда (Дебра Сэндлунд)